# فوسکو ریسورتی
فوسکو ریسورتی (انگلیسی: Fosco Risorti; ۸ سپتامبر ۱۹۲۱ – نوامبر ۱۹۹۵ (aged 74)) بازیکن فوتبال اهل ایتالیا بود.
از باشگاه‌هایی که در آن بازی کرده‌است می‌توان به باشگاه فوتبال آ.اس. رم اشاره کرد.